# ابوالفضل جلیلی
ابوالفضل جلیلی (زاده ۱۳۳۶ در ساوه) کارگردان، فیلم‌نامه‌نویس و تدوین‌گر ایرانی است. اکثر فیلم‌های وی توسط جشنواره‌های بین‌المللی تحسین شده است و همچنین در ایران مورد سانسور قرار گرفته یا نمایش داده نشده است.
فیلم‌های او، غیرتجاری هستند و معمولاً به مسائل اجتماعی، به‌ویژه مسائل مربوط به نوجوانان می‌پردازند.

## زندگی
جلیلی نخستین فیلم آماتوری خود را در ۱۶ سالگی ساخت. وی در میانه دهه پنجاه، تحصیلات خود در رشته کارگردانی و بازیگری در دانشکده هنرهای دراماتیک را ناتمام گذاشت. از سال ۱۳۵۲ فعالیت در سینمای آزاد را آغاز کرد. جلیلی از سال ۱۳۵۹ با ساختنِ فیلم مستند کارش را در تلویزیون آغاز کرد و نخستین فیلم سینمایی خود را با نام میلاد، در سال ۱۳۶۲ نویسندگی و کارگردانی کرد.
او در جشنواره فیلم ونیز با تام هنکس هم صحبت شد ولی او تام هنکس را نمی‌شناخت. او بارها اعلام کرده است که در زندگی خود بیش از ۱۰۰ فیلم ندیده است. او هم‌اکنون به تناوب در ایران و فرانسه به سر می‌برد.

## کارنامه
جلیلی با فیلم گال در سال ۱۳۶۷ گام بلندی به جلو برداشت. موضوع فیلم دربارهٔ زندگی نوجوانان بزه‌کار در دارالتأدیب بود که در آن سال و زمانه مشابه آن در سینما ساخته نشده بود.
او این فیلم‌ها و فیلم‌های بعدی‌اش را با کودکان و نوجوانان و بازیگران غیرحرفه‌ای ساخت و به همین لحاظ قائل به برقراری رابطه عمیق با نابازیگران است تا بتواند استعدادهای نهفته آن‌ها را در موقع فیلم‌برداری کشف کند. جلیلی پس از گال فیلم رقص خاک را در سال ۱۳۷۰ در شرایطی ساخت که سینمای ایران تحت تأثیر موفقیت‌های بین‌المللی فیلم دونده اثر امیر نادری بود. بدین سان جلیلی با رقص خاک در مسیری گام نهاد که او را به جشنواره‌های خارجی رساند و مورد تحسین قرار گرفت. وی در سال ۱۳۷۲ دت یعنی دختر را ساخت که برای آن برنده اوسلای طلایی و نامزد شیر طلایی جشنواره فیلم ونیز ۱۹۹۵ شد که نامزدی او برای بار دوم بعد از فیلم یک داستان واقعی بود. همچنین جلیلی برای رقص خاک برنده پلنگ نقره‌ای و نامزد یوزپلنگ طلایی جشنواره بین‌المللی فیلم لوکارنو ۱۹۹۸ شد و جایزه فیپرشی جشنواره فیلم لندن و جایزه بهترین فیلم آسیایی جشنواره بین‌المللی فیلم توکیو را از آن خود کرد. دان اثر بعدی باز هم در مورد زندگی نوجوانان بود که برای این فیلم نامزد صدف زرین و برنده جایزه همبستگی جشنواره فیلم سن‌سباستین ۱۹۹۸ شد. قصه‌های کیش فیلمی چند اپیزودی به کارگردانی محسن مخملباف، ناصر تقوایی و ابوالفضل جلیلی بود که ساخته شد و برای هر سه نامزدی جایزه نخل طلا کن را بهمراه داشت. وی دو سال بعد یعنی در سال ۱۳۷۹ دلبران فیلمی که در رابطه زندگی یک پسر بچه افغان در ایران است را می‌سازد که می‌توان گفت تحسین شده‌ترین اثر کارنامه جلیلی به همراه رقص خاک محسوب می‌شود. جلیلی برای دلبران برنده جایزه بالن طلایی جشنواره سه قاره، برنده جایزه ویژه هیئت داوران جشنواره فیلم توکیو فیلمکس و نامزد یوزپلنگ طلایی جشنواره بین‌المللی فیلم لوکارنو ۲۰۰۱ شد. ابجد و گل یا پوچ دو فیلمی بعدی وی محسوب می‌شوند. آخرین فیلم او حافظ محصول سال ۱۳۸۵ که با نگاهی به زندگی حافظ شیرازی ساخته شد. این فیلم در جشنواره فیلم رم برنده جایزه ویژه هیئت داوران این جشنواره شد و قرقاول طلایی جشنواره فیلم کرالا را نیز به دست آورد. در سی‌امین جشنواره سه قاره در نوامبر ۲۰۰۸ از جلیلی به همراه امیر نادری در بخش ویژه جشنواره تجلیل شد.

## سانسور

### عدم نمایش فیلم‌ها در ایران
جلیلی تاکنون ۱۵ فیلم سینمایی ساخته است که هیچ‌کدام از آنها در ایران موفق به گرفتن مجوز اکران عمومی نشده‌اند. اما تلویزیون ایران به دلیل اینکه در ساخت برخی فیلم‌های او مشارکت داشته است، تعدادی از آنها را نمایش داده است. جلیلی در گفتگو با وبگاه دویچه‌وله گفته است که با سانسور قانونی فیلم‌ها موافق است، اما سانسور در جمهوری اسلامی ایران را قانونمند نمی‌داند.

## فیلم‌شناسی

### کارگردان
- داد (۱۴۰۱)
- مسیر معکوس (۱۳۹۹)
- حافظ (۱۳۸۵)
- گل یا پوچ (۱۳۸۴)
- ابجد (۱۳۸۱)
- دلبران (۱۳۷۹)
- قصه‌های کیش (اپیزود دوم) (۱۳۷۷)
- دان (۱۳۷۶)
- یک داستان واقعی (۱۳۷۴)
- دت یعنی دختر (۱۳۷۲)
- رقص خاک (۱۳۷۰)
- درنا (نیمه‌تمام)[۸]
- گال (۱۳۶۵)
- بهار (۱۳۶۴)
- میلاد(۱۳۶۲)

### فیلم‌نامه‌نویس
- داد (۱۴۰۱)
- حافظ (۱۳۸۵)
- گل یا پوچ (۱۳۸۴)
- ابجد (۱۳۸۱)
- دلبران (۱۳۷۹)
- قصه‌های کیش (اپیزود دوم) (۱۳۷۷)
- دان (۱۳۷۶)
- یک داستان واقعی (۱۳۷۴)
- دت یعنی دختر (۱۳۷۲)
- رقص خاک (۱۳۷۰)
- اُ منفی (۱۳۶۸)
- گال (۱۳۶۵)
- بهار (۱۳۶۴)
- میلاد (۱۳۶۲)

## جوایز و افتخارات
- برنده قرقاول طلایی جشنواره فیلم کرالا، ۲۰۰۸
- برنده جایزه ویژه هیئت داوران جشنواره فیلم رم، ۲۰۰۷
- نامزد جایزه بزرگ جشنواره بین‌المللی فیلم توکیو، ۲۰۰۷
- برنده جایزه بهترین فیلم جشنواره بین‌المللی فیلم دوربان، ۲۰۰۶
- نامزد قرقاول طلایی جشنواره فیلم کرالا، ۲۰۰۶
- نامزد جایزه چرخ طلایی جشنواره بین‌المللی فیلم سینمای آسیا وزول، ۲۰۰۶
- برنده جایزه امیل گمت جشنواره بین‌المللی فیلم سینمای آسیا وزول، ۲۰۰۶
- برنده جایزه ویژه هیئت داوران جشنواره بین‌المللی سنتا باربارا، ۲۰۰۴
- نامزد جایزه چرخ طلایی جشنواره بین‌المللی فیلم سینمای آسیا وزول، ۲۰۰۴
- نامزد جایزه نتپک جشنواره بین‌المللی فیلم سینمای آسیا وزول، ۲۰۰۴
- نامزد جایزه ستاره طلایی جشنواره بین‌المللی فیلم مراکش، ۲۰۰۳
- برنده جایزه بالن طلایی جشنواره سه قاره، ۲۰۰۱
- برنده جایزه ویژه هیئت داوران جشنواره فیلم توکیو فیلمکس، ۲۰۰۱
- برنده جایزه فیلم خالص جشنواره فیلم توکیو فیلمکس، ۲۰۰۱
- نامزد جایزه بزرگ جشنواره فیلم توکیو فیلمکس، ۲۰۰۱
- نامزد یوزپلنگ طلایی جشنواره بین‌المللی فیلم لوکارنو، ۲۰۰۱
- نامزد نخل طلا جشنواره فیلم کن، ۱۹۹۹[۹]
- برنده جایزه دن کیشوت جشنواره بین‌المللی فیلم لوکارنو، ۱۹۹۹
- نامزد جایزه پنجره طلایی جشنواره فیلم سنگاپور، ۱۹۹۹
- نامزد قرقاول طلایی جشنواره فیلم کرالا، ۱۹۹۹
- برنده پلنگ نقره ای جشنواره بین‌المللی فیلم لوکارنو، ۱۹۹۸
- نامزد یوزپلنگ طلایی جشنواره بین‌المللی فیلم لوکارنو، ۱۹۹۸
- برنده جایزه کنفدراسیون بین‌المللی هنر سینما جشنواره بین‌المللی فیلم لوکارنو، ۱۹۹۸
- برنده جایزه هیئت داوران جوان جشنواره بین‌المللی فیلم لوکارنو، ۱۹۹۸
- نامزد صدف زرین جشنواره فیلم سن‌سباستین، ۱۹۹۸
- برنده جایزه همبستگی جشنواره فیلم سن‌سباستین، ۱۹۹۸
- برنده جایزه فیپرشی جشنواره فیلم لندن، ۱۹۹۸
- برنده جایزه فیلم آسیایی جشنواره بین‌المللی فیلم توکیو، ۱۹۹۸
- برنده جایزه بالن طلایی جشنواره سه قاره، ۱۹۹۶
- برنده جایزه تماشاگران جوان جشنواره سه قاره، ۱۹۹۶
- برنده اوسلای طلایی، جشنواره فیلم ونیز، ۱۹۹۵
- نامزد شیر طلایی جشنواره فیلم ونیز، ۱۹۹۵
- نامزد جایزه بالن طلایی جشنواره سه قاره، ۱۹۹۶
- نامزد شیر طلایی جشنواره فیلم ونیز، ۱۹۹۱